# Alaska (cantante)
Alaska, pseudonimo di María Olvido Gara Jova (Città del Messico, 13 giugno 1963), è una cantante, attrice e conduttrice televisiva messicana con cittadinanza spagnola.

## Biografia

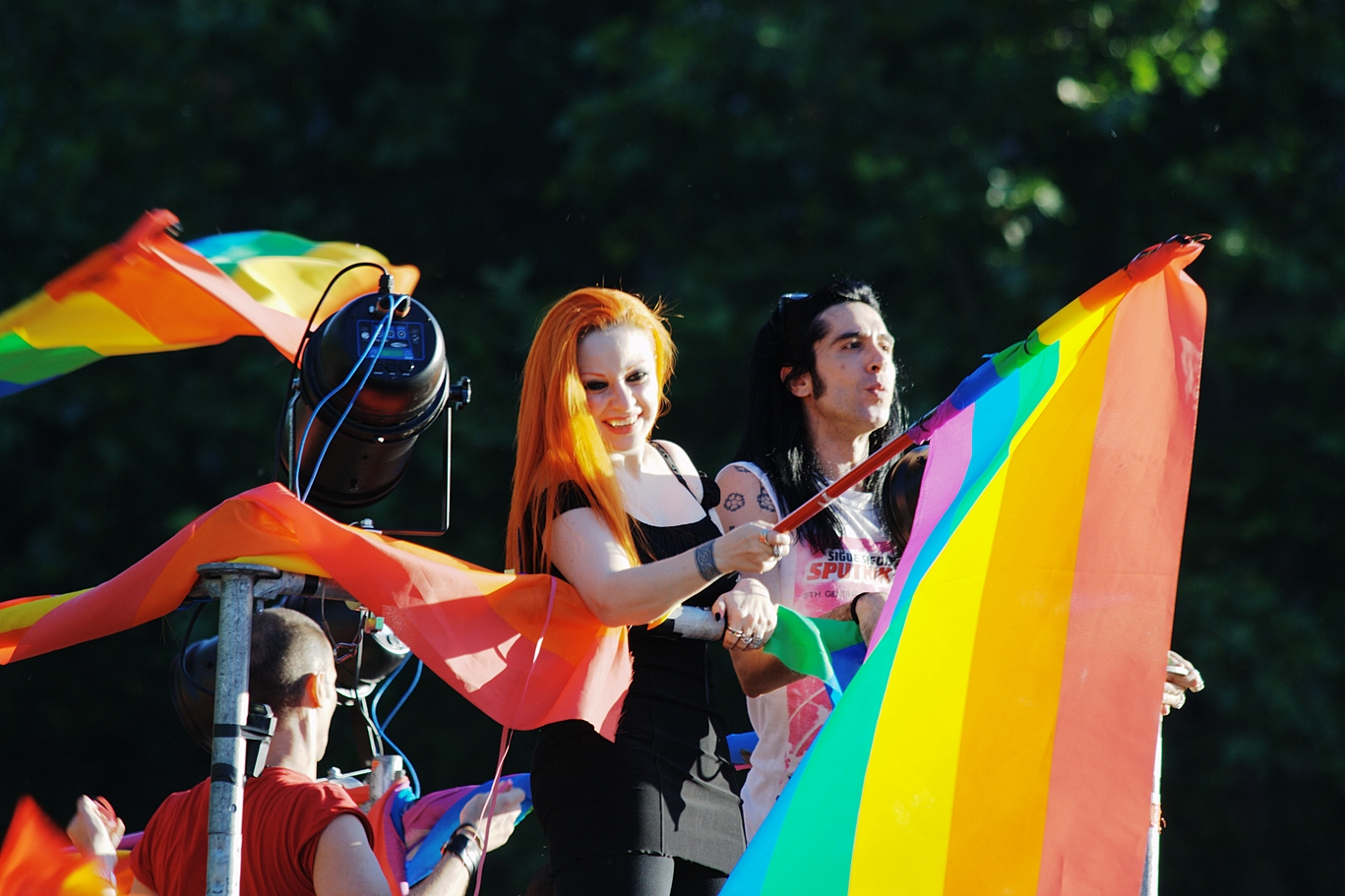
Alaska durante il Gay Pride del 2008 a Madrid

Di origine spagnola, si è trasferita a Madrid all'età di 10 anni.
Tra le intrattenitrici spagnole più famose, è uno dei principali esponenti della movida madrileña negli anni ottanta e icona del movimento omosessuale in Spagna.
Si è anche espressa contro la corrida e in generale si batte per i diritti degli animali.
La carriera musicale di Alaska, attività per la quale è prevalentemente conosciuta, è partita nel 1977, costituendo da quell'anno differenti gruppi musicali con altri artisti, come i Kaka de Luxe, Alaska y los Pegamoides, Alaska y Dinarama fino ad arrivare al 1989, quando insieme a Nacho Canut, componente anche dei precedenti gruppi, fonda i Fangoria, ancora in attività, con i quali ha inciso 12 album riscuotendo gran successo, come anche fu per i precedenti gruppi.
Parallelamente alla sua principale attività, quella di cantante, ha avuto anche alcune esperienze cinematografiche, partecipando tuttavia solo saltuariamente a pellicole cinematografiche e più frequentemente a cortometraggi e documentari.
Alaska ha anche avuto importanti ruoli televisivi; tra il 1984 e il 1988 ha condotto il programma La bola de cristal, tra le trasmissioni di maggior successo in Spagna negli anni ottanta. Successivamente ricoprirà prevalentemente ruoli minori nel piccolo schermo, tra cui partecipazioni a fiction o come opinionista e giurata per alcune trasmissioni. Tornerà alla conduzione solo nel 1992 per il programma di magia di Telemadrid Chantatachán e ripeterà l'esperienza nel 2006 con Carta Blanca e nel 2009 conducendo uno speciale sull'Eurovision Song Contest.
Nel 2017 una delle canzoni più famose, ¿A quién le importa?, viene adottata come inno ufficiale del World Gay Pride di Madrid

## Discografia parziale

### Con Kaka de Luxe
- 1978 - Kaka de Luxe (EP)
- 1983 - Canciones malditas

### Con Alaska y los Pegamoides
- 1982 - Grandes éxitos
- 1983 - Alaska y los pegamoides
- 1982 - Llegando hasta el final
- 1998 - Mundo indómito

### Con Alaska y Dinarama
- 1983 - Canciones profanas
- 1984 - Deseo carnal
- 1986 - No es pecado
- 1988 - Diez
- 1989 - Fan fatal

### Con Fangoria
- 1991 - Salto mortal
- 1992 - Un día cualquiera en Vulcano S.E.P. 1.0
- 1993 - Un día cualquiera en Vulcano S.E.P. 2.0
- 1995 - Un día cualquiera en Vulcano S.E.P. 3.0
- 1998 - Interferencias
- 1999 - Una temporada en el infierno
- 2001 - Naturaleza muerta
- 2004 - Arquitectura efímera
- 2006 - El extraño viaje
- 2009 - Absolutamente
- 2010 - El paso Trascendental del Vodevil a la Astracanada
- 2013 - Cuatricromía
- 2016 - Canciones para robot románticos

## Filmografia

### Cinema
- Arrebato, regia di Iván Zulueta (non accreditato) (1979)
- Pepi, Luci, Bom e le altre ragazze del mucchio (Pepi, Luci, Bom y otras chicas del montón), regia di Pedro Almodóvar (1980)
- Airbag - Tre uomini e un casino (Airbag), regia di Juanma Bajo Ulloa (1997)
- Solo se muere dos veces, regia di Esteban Ibarretxe (1997)
- ¡Manuela, el cinto!, regia di R. Robles Rafatal, cortometraggio (2001)
- Gran Casal, me como el mundo, regia di José Antonio Quirós, documentario (2004)
- Martians Go Home!, regia di Dany Moreno, cortometraggio (2006)
- Fiebre Forever, regia di Martín Sastre, cortometraggio (2007)
- Sin rodeos, regia di Santiago Segura (2018)

### Televisione
- La bola de cristal (conduzione, 1984-1988)
- Devórame otra vez (co-conduttrice, 1990)
- Chantatachán (conduttrice, 1992)
- Hermanos de leche (3 episodi, 1994)
- Lluvia de estrellas, (giuria, 1997, 2000)
- Mitomanía (1 episodio, 1998)
- El botones Sacarino, (1 episodio, 2000 - 2001)
- Menudas estrellas (giuria, 2002)
- Periodistas (4 episodi, 2002)
- Carta Blanca (conduttrice, 1 episodio, 2006)
- A3bandas (collaboratrice, 2007)
- Lo que surja (serie web, episodio 1, stagione 3) (2008)
- Sexo en Chueca.com (serie web) (2009)
- Eurovisión 2009: El retorno (conduttrice, 2009)

## Libri
- (ES) Transgresoras, Ediciones Martínez Roca, S.A., 2003, ISBN 84-270-2977-2.